# 北山村 (岐阜県)

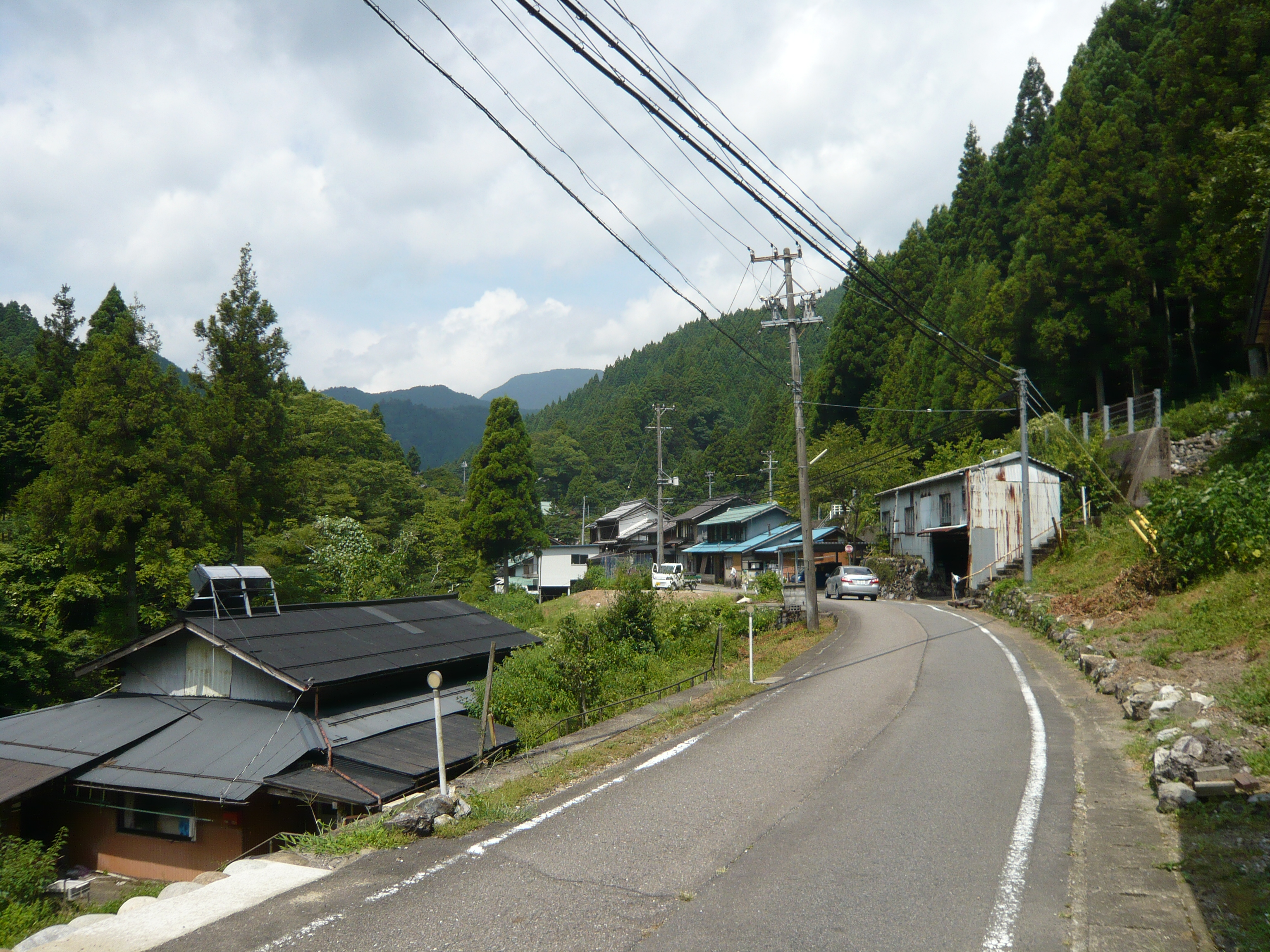
山県市神崎

北山村（きたやまむら）は、かつて岐阜県山県郡にあった村である。
村名は、初代、北山郵便局長、早矢仕鶴祐が命名。山県郡の最北部に位置していることから。
合併で美山村（1964年に町制施行し美山町）となった後、現在は山県市の北部に該当する。武儀川支流の神崎川、円原川流域の村であった。
周囲が1000m級の山に囲まれた谷あいの地域で、県内でも有数の豪雪地帯である。その影響もあり、集落再編成事業で昭和40年代から集団離村が始まり、万所、三尾、白岩の集落が無くなっている。残った集落も過疎化が進行し、現在は消滅した集落もある。

## 歴史
- 江戸時代末期、この地域は美濃国山県郡であり、天領、岩村藩領であった。
- 1897年（明治30年）4月1日 - 片原村、神崎村、円原村が合併し発足。
- 1955年（昭和30年）4月1日 - 山県郡富波村、谷合村、葛原村、北武芸村、西武芸村および武儀郡乾村と合併し美山村が発足。同日北山村廃止。

## 経済

### 産業
農業
『大日本篤農家名鑑』によれば北山村の篤農家は、「早矢仕杢次郎、早矢仕兵左衛門」などがいた。

## 教育
北山村の小中学校は、全て美山町立になった後、廃校となっている。
- 北山村立北山小学校 （1997年廃校）
- 北山村立北山北小学校 （1980年廃校）
- 北山村立北山小学校仲越分校 （1986年廃校）
- 北山小学校伊往戸分校 （1981年廃校）
- 北山村立北山中学校[2]。（1964年美山北中学校へ統合。2003年に美山北中学校と美山南中学校が統合し、現･山県市立美山中学校）
- 北山村立北山中学校仲越分校（1979年廃校）